# Эксперимент с куклой Бобо
Экспериме́нт с куклой «Бобо» — социально-психологический эксперимент, проведённый Альбертом Бандурой и его коллегами Доротеей Росс и Шейлой Росс (Dorothea Ross, and Sheila A. Ross) в 1961 году. Данный психологический эксперимент проводился в рамках развития теории социального научения и был направлен на изучение влияния моделей поведения, увиденных людьми на примере действий других, на их собственное поведение. В частности, речь шла о том, как дети учатся и используют определённые поведенческие паттерны.
Целью исследователей было выяснить, будут ли дети в условиях свободы действий и отсутствия видимого наблюдения повторять определённые агрессивные действия, увидев ранее, как их совершают взрослые. В более общем смысле — будут ли проявляться увиденные ранее модели поведения в новых условиях, в которых модель не присутствует.

## Предыстория исследований по данной тематике
Эксперименту с куклой Бобо предшествовали исследования Бандуры и Хьюстона в 1961 году и эксперименты Блайка и др. (Grosser, Polansky, & Lippitt, 1951; Rosenblith, 1959; Schachter & Hall, 1952) в 1952 году, результаты которых говорили о том, что в присутствии взрослого дети часто имитируют его модель поведения, а также что в ситуации социального взаимодействия наблюдение за реакциями человека, выступающего в роли поведенческой модели, оказывает фасилитирующий эффект на поведение испытуемых.

## Эксперимент

### Испытуемые
В данном эксперименте участвовало 72 ребёнка: 36 мальчиков и 36 девочек. Все дети были воспитанниками детского сада при Стэнфордском университете. Возраст детей был от 37 до 69 месяцев, средний возраст — 52 месяца.

### Команда проведения эксперимента
В проведении эксперимента участвовали трое взрослых: мужчина и женщина, выполнявшие роль моделей, за которыми наблюдали дети, и одна женщина, которая организовывала исследование для каждого из 72 детей.

### Метод
Данный эксперимент представлял собой лабораторный эксперимент с контрольной группой.

### Переменные, рассматриваемые в эксперименте
Данные переменные были выделены в ходе проведения эксперимента.
Независимые переменные:
- Факт наблюдения детей за какой бы то ни было моделью поведения или его отсутствие
- Факт наблюдения детей за агрессивной или неагрессивной моделью поведения
- Факт наблюдения детей за моделью поведения, демонстрируемой взрослым своего или противоположного пола
- Пол ребёнка

Зависимые переменные:
- Количество агрессивных действий,

в том числе учитывали такие реакции, как:
- агрессивные
  - Имитация агрессивных действий (например, удар молоточком по кукле)
  - Имитация вербальной агрессии (например, повторение агрессивных фраз, использованных взрослым)
- неагрессивные
  - Имитация неагрессивных вербальных ответов
  - Сидение верхом на кукле без проявления агрессии по отношению к ней

### План и процедура эксперимента
Перед проведением эксперимента за его будущими участниками проводилось наблюдение в детском саду. В результате наблюдения, проведённого экспериментатором и воспитателями, хорошо знавшими детей, было составлено ранжирование по пятибалльной шкале для предварительного представления об индивидуальном поведении, нормальном для каждого из детей во взаимодействии с окружающим миром, позволяющего в дальнейшем более точно сравнивать поведение разных детей в экспериментальной ситуации. Поведению каждого ребёнка была дана комплексная оценка с точки зрения факторов физической и вербальной агрессии, сдерживанию агрессии и агрессии по отношению к неодушевленным предметам. (Оценка уровня сдерживания агрессивных проявлений в ситуации побуждения к агрессии отражала измерение агрессивной тревожности.)
За счёт независимой оценки обоими экспертами (экспериментатором и воспитателем ребёнка) 51 испытуемого ребёнка, была достигнута согласованность оценки; надежность общего балла агрессии, оцененного по значениям корреляции Пирсона, составила 0,89.
Общий балл был получен суммированием баллов по 4 вышеперечисленным факторам-шкалам агрессивности; на основе этих баллов испытуемые были объединены в тройки и случайным образом распределены между одной из двух экспериментальных групп или в контрольной.
Затем по возрасту, полу и оценке агрессивности, полученной в ходе наблюдения за детьми, было выделено 8 экспериментальных групп, по 6 детей в каждой, и одна контрольная, состоявшая из 24 детей.
Половине испытуемых из экспериментальных групп затем продемонстрировали агрессивную модель поведения, а половине — неагрессивную и подавленную. Эти группы были в дальнейшем разделённые по половому признаку. Половина из получившихся групп наблюдала за агрессивным и неагрессивным поведением взрослого своего пола, а половина — противоположного. Дети из контрольной группы не наблюдали никаких моделей, а только сами действовали в экспериментальной ситуации, изложенной ниже.

### Проведение эксперимента
Детей по отдельности приводили в экспериментальную комнату, в одном углу которой ребёнка усаживали заниматься играми и творчеством, выделенными как наиболее интересные для детей в ходе наблюдения за ними в детском саду. Взрослого, исполнявшего роль поведенческой модели, провожали в противоположный угол комнаты, где были игрушечный молоток, надувная 5-футовая кукла «Бобо» и конструктор на столике. Сказав, что это игрушки для взрослого-модели, экспериментатор удалялся.
Затем в группе с демонстрацией неагрессивного поведения взрослый просто спокойно играл с конструктором.
В группе с демонстрацией агрессивного поведения взрослый играл с конструктором в течение первой минуты, но затем начинал проявлять агрессию по отношению к кукле и продолжал агрессивные действия до завершения времени, выделенного на эту часть эксперимента.
Чтобы определить, что дети проявляют именно имитационные реакции агрессии, копируя увиденное в эксперименте поведение взрослого, было решено, что модели должны демонстрировать относительно нестандартные, определённые и одинаковые агрессивные действия: они не только просто били куклу, но и проявляли агрессию менее стандартно, в том числе, садились на куклу верхом и били её игрушечным молотком по голове, затем пинали и подбрасывали по комнате. Данные типовые действия повторялись трижды, сопровождаемые вербальными агрессивными комментариями («Врежем ему по носу» и т. д.), а также двумя неагрессивными (например: «Он точно крепкий парень»).
Через 10 минут экспериментатор приходила за ребёнком, чтобы отвести его в другую экспериментальную игровую комнату (третью в порядке посещения испытуемыми) в соседнем здании за пределами детского сада, где, как и в первой комнате, находилась кукла Бобо, игрушечный молоток и конструктор, а также множество других игрушек — мелки, куклы, машинки, раскраски, мяч, игрушечный чайный сервиз. Все эти игрушки перед посещением комнаты каждым испытуемым выкладывались в определённом неизменном порядке, чтобы можно было сравнивать реакцию детей на них.
Но прежде, чем привести ребёнка туда, его помещали во вторую по счёту игровую с целью пробуждения в нём агрессии, нивелируя таким образом известное тормозящее влияние, обычно оказываемое на людей наблюдением чужой агрессивности, согласно исследованиям Розенбаума и Дерчармза.
Возбуждение агрессии достигалось наличием в этой второй «промежуточной» комнате множества привлекательных игрушек, но запретом играть с ними, следовавшим, как только ребёнок включался в игру с ними — в среднем через 2 минуты. Экспериментатор сообщала ребёнку, что эти игрушки она решила оставить для других детей, но он может играть, с чем захочет, в соседней комнате (третьей, упомянутой выше).
Каждый ребёнок-участник эксперимента находился в этой комнате 20 минут, в это время его поведение оценивалось по заранее установленным категориям реакций судьями, находившимися в соседней комнате, отделённой стеклом с односторонней прозрачностью. 20 минут были разделены на пятисекундные сессии и составили в общей сложности 240 единичных реакций для каждого испытуемого.
Для установления согласия наблюдателей экспериментальные сессии оценивали два эксперта (которыми выступили мужчина и женщина, игравшие роли моделей) независимо друг от друга, при этом в половине случаев эксперт выступал моделью в эксперименте с оцениваемым ребёнком и знал, какое поведение ему демонстрировалось, а в половине — не участвовал и не знал соответственно. Испытуемых, на которых повлияла демонстрация модели, было легко определить за счёт характерного поведения.
Измеренные реакции включались в высокоспециализированные выделенные классы поведения и имели высокую вероятность совместного появления с коэффициентом около 0,90.

### Гипотезы
Учёные ожидали, что возможно в реальность воплотятся следующие гипотезы:
1. Испытуемые дети, наблюдавшие агрессивное поведение взрослого, будут воспроизводить агрессивные действия, подобные действиям модели-взрослого, и в этом отношении будут отличаться по поведению от испытуемых, наблюдавших неагрессивные модели поведения, и от контрольной группы — детей, которым не демонстрировали никаких моделей поведения.
2. Наблюдение за неагрессивным поведением взрослого приведёт к торможению агрессивных реакций.
3. Испытуемые дети будут в большей степени имитировать поведение, наблюдаемое ими у взрослого того же пола, что и они.
4. Мальчики будут демонстрировать более агрессивное поведение, чем девочки. (Согласно результатам исследований Фолс и Смит в 1956 году[4], дошкольники воспринимают различия в реакции родителей на их поведение, соответствующее гендерным стереотипам; то есть родители поощряют у детей поведение, соответствующее полу детей, и дети к этому чувствительны.)

### Результаты
Согласно выделенным гипотезам:
Гипотеза 1: дети, наблюдавшие агрессивное поведение взрослых по отношению к надувной кукле, демонстрировали значительно больше самостоятельных агрессивных поведенческих реакций по сравнению с группой, наблюдавшей неагрессивное поведение взрослого, и контрольной группой, не наблюдавшей никаких моделей.
Гипотеза 2:
Мальчики, наблюдавшие неагрессивное поведение, демонстрировали значительно меньше агрессивных реакций, чем мальчики из контрольной группы.
- Испытуемые, наблюдавшие неагрессивное поведение, демонстрировали значительно больше неагрессивной игры с куклой, чем испытуемые из контрольной группы и группы, наблюдавшей агрессию.
- Испытуемые, наблюдавшие неагрессивное поведение, проводили вдвое больше времени в тихих и спокойных играх, чем наблюдавшие агрессию.

Гипотеза 3:
Дети действительно имитировали поведение взрослого своего пола больше, чем противоположного.
- Мальчики демонстрировали больше имитации поведения модели-мужчины.
- Девочки демонстрировали больше имитации поведения модели-женщины.

Гипотеза 4:
- Мальчики чаще девочек имитировали физическую агрессию.
- В проявлениях вербальной агрессии разницы по полу не обнаружено.
- Мальчики значительно чаще девочек играли с игрушечным пистолетом, чем с раскрасками, игрушечным чайным сервизом и куклами.

### Выводы
1. Гипотеза 1 подтвердилась. Испытуемые, наблюдавшие агрессивное поведение, действительно демонстрировали агрессивное поведение моделей значительно чаще испытуемых других групп.
2. Гипотеза 2 подтвердилась. Наблюдение за неагрессивным поведением обычно приводило к менее агрессивному поведению, чем у испытуемых из контрольной группы.
3. Гипотеза 3 подтвердилась. Испытуемые как правило имитировали поведение взрослого своего пола больше, чем противоположного. При этом и мальчики, и девочки при проявлении агрессии имитировали чаще «мужское» поведение, чем «женское».
4. Гипотеза 4 подтвердилась. Мальчики действительно чаще девочек демонстрировали физическую агрессию.

## Влияние на теоретические представления
Таким образом, результаты проведённого эксперимента подтверждали теоретическое предположение теории социального научения о возможности научения определённому поведению через наблюдение его и дальнейшем проявлении данного поведения уже в новых условиях, без присутствия модели.

## Видео
Видеозаписи эксперимента с комментариями А. Бандуры